# Fürstlich Fürstenbergische Sammlungen

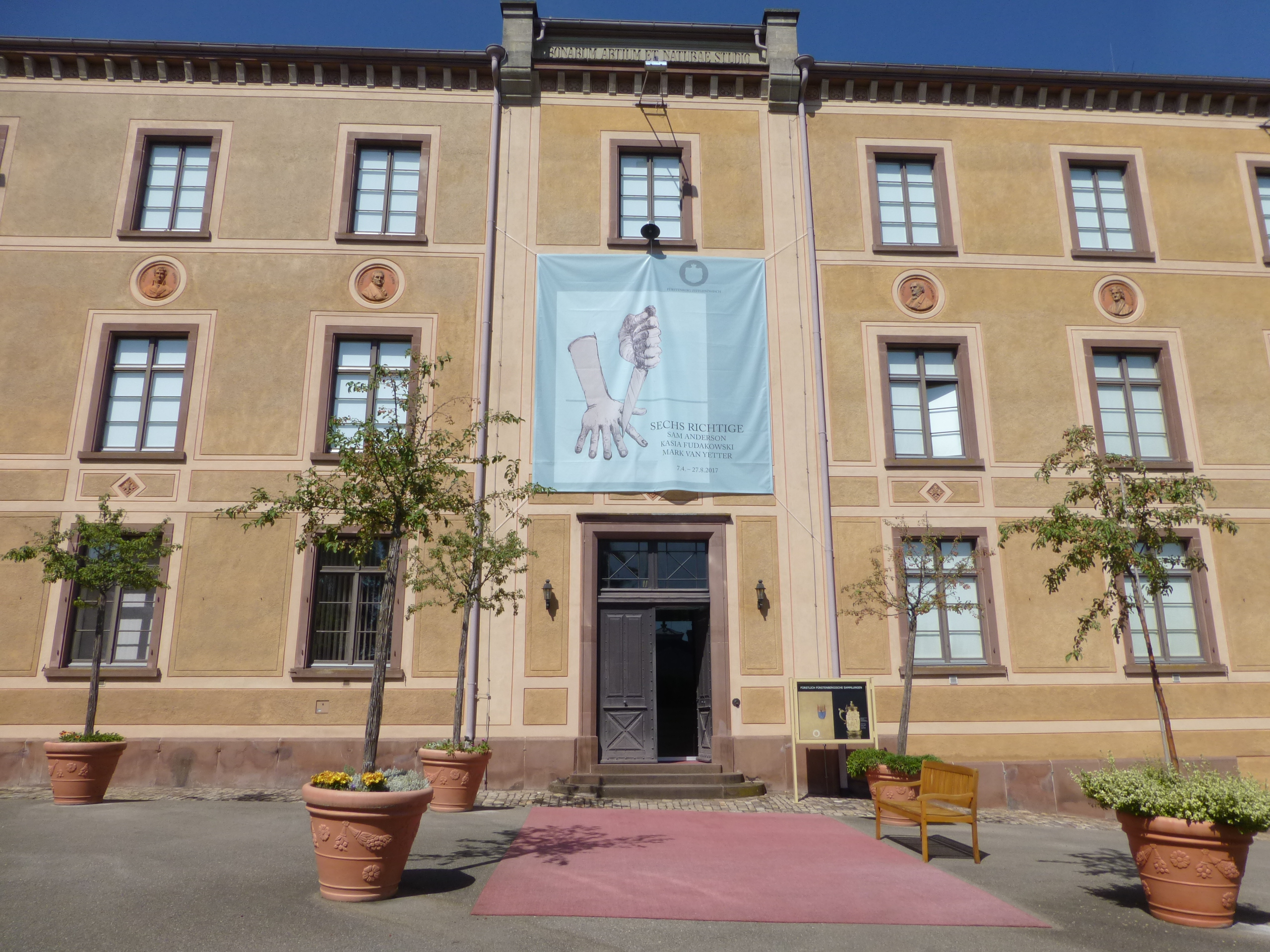
Eingang zum Gebäude der Fürstlich Fürstenbergischen Sammlungen

Die Fürstlich Fürstenbergischen Sammlungen sind Sammlungen der Fürsten von Fürstenberg von naturkundlichen und historischen Objekten sowie moderner Kunst in einem privaten Museum in Donaueschingen. Mit dem Fürstlich Fürstenbergischen Archiv war die Hofbibliothek Donaueschingen einst ein Teil des Ensembles.

## Geschichte

### Naturaliensammlungen

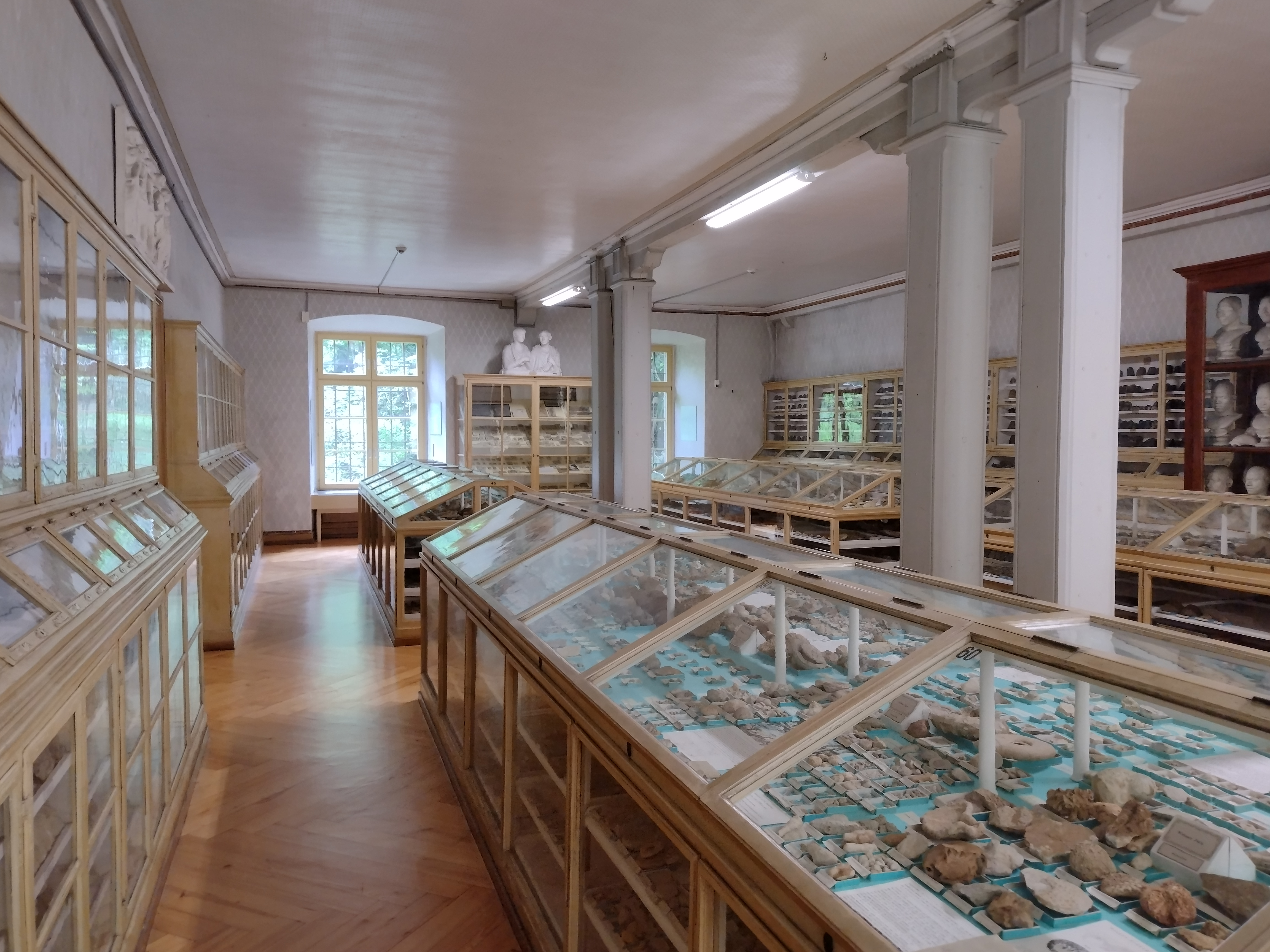
Blick in einen Raum der Naturaliensammlungen

Die Sammlungen entstand nicht wie in adligen Kreisen üblich aus einem Raritätenkabinett, sondern im 19. Jahrhundert aus der Idee die Bildung der Bevölkerung zu fördern. Die Einrichtung erfolgte gemeinsam mit dem ebenfalls in dieser Zeit gegründeten Baarverein, dessen Mitglieder mit Unterstützung des Fürstenhauses wesentliche Teile der Sammlungen mit aufbauten. Die bereits früher entstandene Hofbibliothek Donaueschingen war bis zum Verkauf Teil dieser Bildungsidee. Beliebt als Anschauungsmaterial waren Gipsabgüsse antiker Skulpturen.
Die Naturaliensammlung ließ Karl Egon II. zu Fürstenberg 1832 zunächst im Schloss Hüfingen deponieren. 1860 katalogisierte und ordnete der Berginspektor Wolfgang Moritz Vogelgesang die Fossilien- und Mineraliensammlung. 1868 wurde von Karl Egon III. zu Fürstenberg der Karlsbau fertiggestellt und die Sammlungen für das Publikum zugänglich gemacht. Im zweiten Geschoss befindet sich die Abteilung für Geologie und Mineralogie mit Gesteinen und Mineralien unter anderem aus den Bergbaugebieten des Schwarzwalds sowie eine Sammlung von Fossilien, vorrangig aus dem einstigen Hoheitsgebiet der Fürstenberger, etwa aus der Fossilienfundstätte am Höwenegg. Eine weitere Abteilung umfasst die Zoologie, die Ur- und Frühgeschichte der Baar und die Geschichte des Fürstenhauses.

### Kunstsammlungen

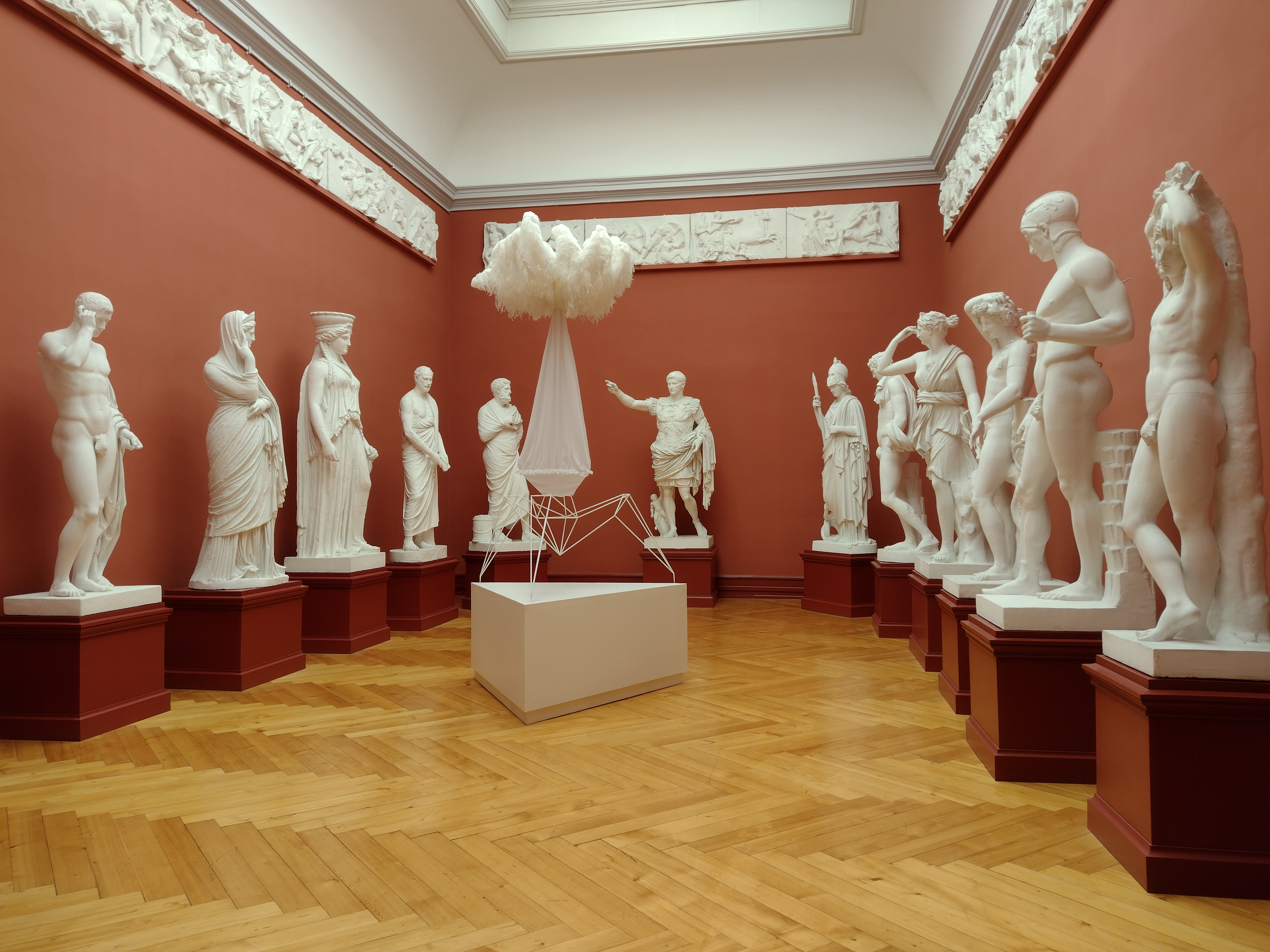
Abgüsse antiker Skulpturen und Reliefs in den Sammlungen – ein museumshistorischer Versuch, das Aussehen neuzeitlicher adeliger Antikensammlungen zu rekonstruieren

Grundbestand der Kunstsammlung waren die Objekte aus dem Erbe der Herren von Zimmern und von Helfenstein mit dem Meister von Meßkirch sowie einige bedeutende Ankäufe von Kunstwerken im Gründungsjahr des Museums. Zuständig für das Münzkabinett und die Kunstsammlung war ab 1836  Franz Simon von Pfaffenhofen, der die Sammlungen erweiterte. Nach Heinrich Feurstein betreute ab 1954 Christian Altgraf zu Salm (1906–1973) die Sammlung. Joachim Egon Fürst zu Fürstenberg ließ 1979 die Räume renovieren. Die Abteilung der alten Kunst wurde 2003 verkauft und bildet heute den Glanzpunkt der Sammlung Würth, ausgestellt in der Johanniterkirche in Schwäbisch Hall.
2013 wurde der Wildensteiner Altar von der Staatsgalerie Stuttgart angekauft, auch andere Kunstwerke von nationaler Bedeutung aus der Sammlung, wie die Graue Passion von Hans Holbein dem Älteren, sind als Dauerleihgabe dorthin gekommen. Fünf Tafeln des Falkensteiner Altars, ebenfalls als Kunstwerke von nationaler Bedeutung deklariert, wurden im Jahr 2012 von der Sammlung Würth erworben und sind heute, ergänzt durch zwei Tafeln, die auf anderem Weg nach Stuttgart gekommen waren und als Leihgabe zur Verfügung gestellt sind, heute ebenfalls in der Johanniterkirche in Schwäbisch Hall ausgestellt.
Die Abteilung moderne Kunst wird von der Familie Fürstenberg besonders gefördert. Ausgestellt sind unter anderem Werke des Donaueschinger Künstlers Anselm Kiefer. Das Museum ist von April bis November gegen eine Eintrittsgebühr geöffnet.